# The King's Avatar
The King's Avatar (chino simplificado: 全职高手; pinyin: Quánzhí Gāoshǒu), es una serie web de televisión china transmitida del 24 de julio del 2019 hasta el 30 de agosto del 2019 a través de Tencent.
La serie está basada en la novela china "The King's Avatar" (pinyin: Quan Zhi Gao Shou) de Hu Dielan.
A principios de noviembre del 2019 se anunció que la serie tendría una segunda temporada.

## Sinopsis
La serie sigue la escena ficticia de los Esports en China, donde la historia gira en torno a un videojuego multijugador en línea llamado "Glory", y en la caída y ascenso de Ye Xiu, un conocido experto en el nivel de libros de texto y jugador del más alto nivel de "Glory". 
Por una serie de circunstancias Xiu forzado a salir de su equipo profesional y después de abandonar la escena pro-gaming, se une al Café-internet como uno de los gerentes. Sin embargo cuando "Glory", lanza el décimo servidor, Xiu decide regresar una vez más, ahora con diez años de experiencia en juegos, y su viaje de regreso a la cima comienza.

## Reparto

### Personajes principales
| Actor              | Personaje     | Nº de episodios | Notas |
| ------------------ | ------------- | --------------- | --- |
| Yang Yang Huang Yi | Ye Xiu (叶修) | 40              | Nombre de usuario: "Lord Grim" (君莫笑) Posición: Raso. Es el Capitán del Equipo "Happy" y el líder del equipo "Chinese Glory Team". Fue el excapitán del Equipo "Excellent Era". Información personal: Es conocido como el "Glory Textbook", así como uno de los Cuatro Maestros Tácticos. |

### Personajes secundarios

#### Equipo "Happy"
| Actor         | Personaje             | Nº de episodios | Notas |
| ------------- | --------------------- | --------------- | --- |
| Jiang Shuying | Chen Guo (陈果)       | -               | Nombre de usuario: "Chasing Haze" (逐烟霞) Posición: Lanzacohetes (Launcher) Información personal: Es la propietaria del café-internet "Happy" y la Jefa del Equipo "Happy". |
| Li Yujie      | Tang Rou (唐柔)       | -               | Nombre de usuario: "Soft Mist" (寒烟柔) Posición: Mago de batalla (Battlemage) Información personal: Es la Gerente en el café-internet "Happy", al principio no encuentra los juegos desafiantes, hasta que conoce a Ye Xiu, quien le muestra el nivel del circuito profesional.                                 |
| Lai Yi        | Bao Rongxing (包荣兴) | -               | Nombre de usuario: "Steamed Bun Invasion" (包子入侵) Posición: Alborotador (Brawler) Información personal: Es un guardia de seguridad que Ye Xiu conoció en línea. Es una persona con un pensamiento sencillo, pero un buen jugador.                                                                             |
| Fan Jinwei    | Qiao Yifan (乔一帆)   | -               | Nombre de usuario: "One Inch Ash" (一寸灰) Posición: Filo Fantasmal (Ghostblade) Información personal: Es un antiguo jugador secundario del equipo "Tiny Herb". Ye Xiu lo ayuda a crecer luego de aconsejarlo de cambiar su rol de asesino a fantasma.                                                           |
| Sun Ning      | Luo Ji (罗辑)         | -               | Nombre de usuario: "Concealed Light" (昧光) Posición: Invocador (Summoner) Información personal: Es un genio en las matemáticas conocido por sus habilidades analíticas y meticulosas, sin embargo carece de experiencia en los juegos.                                                                          |
| Yang Tingdong | Mo Fan (莫凡)         | -               | Nombre de usuario: "Deception" (毁人不倦) Posición: Ninja Información personal: Es un recolector de chatarra infame del juego. Es muy tranquilo e introvertido, pero altamente habilidoso. |
| Bai Xiang     | Wei Chen (魏琛)       | -               | Nombre de usuario: "Windward Formation" (迎风布阵) Posición: Brujo (Warlock) Información personal: Es el ex y primer Capitán del Equipo "Blue Rain", es un antiguo jugador que desea recrear su antigua gloria.                                                                                                  |
| Song Hanyu    | Wu Chen (伍晨)        | -               | Nombre de usuario: "Dawn Rifle" (晓枪) Posición: Lanzacohetes (Launcher) Información personal: Es un ex-jugador del Equipo "Everlasting" y el mejor lanzador del equipo "Happy". Después de que su antiguo equipo fuera eliminado por el equipo "Happy", decide unirse a ellos como presidente de su asociación. |
| Li Junchen    | An Wenyi (安文逸)     | -               | Nombre de usuario: "Little Cold Hands" (小手冰凉) Posición: Clérigo (Cleric) Información personal: Es un antiguo jugador del 7º Gremio de Ambición Tiránica (inglés: "7th Branch Guild of Tyrannical Ambition"), antes de ser escogido por Ye Xiu para que se una al Equipo "Happy".                             |

#### Equipo "Excellent Era"
| Actor       | Personaje            | Nº de episodios | Notas |
| ----------- | -------------------- | --------------- | --- |
| Lai Yumeng  | Su Mucheng (苏沐橙)  | -               | Nombre de usuario: "Dancing Rain" (沐雨橙风) Funciones: Lanzacohetes (Launcher) Información personal: Es una joven atractiva que alcanzó la fama como una jugadora profesional de Glory gracias a la guía de Ye Xiu. Se queda a su lado como su mayor seguidora y compañera. Es conocida por ser la mejor en su puesto y su hermano mayor es el dueño original del "Lord Grim" de Ye Xiu. |
| Liang Yimu  | Sun Xiang (孙翔)     | -               | Nombre de usuario: "One Autumn Leaf" (一叶之秋) Funciones: Mago de batalla (Battlemage) Información personal: Fue ex-miembro del Equipo "Conquering Clouds" antes de transferirse al Equipo "Excellent Era", donde reemplazó a Ye Xiu como el capitán. |
| Zhao Chulun | Tao Xuan (陶轩)      | -               | Nombre de usuario: - Funciones: Mago de batalla (Battlemage) Información personal: Es el Jefe del Equipo. Era amigo de Ye Xiu desde la creación del club, pero con el paso del tiempo, sus opiniones comenzaron a chocar y pronto se propuso sacar a Ye Xiu del equipo. |
| Ling Jiyuan | Xiao Shiqin (肖时钦) | -               | Nombre de usuario: "Life Extinguisher" (生灵灭) Funciones: Mecánico Información personal: Es el antiguo capitán del Equipo "Thunderclap" antes de transferirse al equipo "Excellent Era". Es uno de los cuatro maestros tácticos. |
| Zhai Zilu   | Qiu Fei (邱非)       | -               | Nombre de usuario: "Combat Form" (战斗格式) Funciones: Mago de batalla (Battlemage) Información personal: Es el leal fan y discípulo de Ye Xiu. Es fiel al equipo y dedica todos sus esfuerzos para preservar y reconstruir el equipo. |
| Chi Shuai   | Chen Yehui (陈夜辉)  | -               | Nombre de usuario: - Funciones: Mago de batalla (Battlemage) Información personal: Es el líder del gremio del equipo. |

#### Equipo "Blue Rain"
| Actor         | Personaje               | Nº de episodios | Notas |
| ------------- | ----------------------- | --------------- | --- |
| Gao Hanyu     | Yu Wenzhou (喻文州)     | -               | Nombre de usuario: "Swoksaar" (索克萨尔) Funciones: Brujo (Witch) Información personal: Es el Capitán del Equipo "Blue Rain", y conocido como uno de los cuatro maestros tácticos (inglés: "Four Master Tacticians"). Tiene una velocidad de mano mucho menor en comparación con la de otros jugadores profesionales.                                                                                      |
| Jiang Long    | Huang Shaotian (黄少天) | -               | Nombre de usuario: "Troubling Rain" (夜雨声烦) Funciones: Maestro de las cuchillas (Blade Master) Información personal: Es el Vice-capitán y el jugador principal del equipo "Blue Rain". Es el mejor usuario de Blade Master en el circuito profesional y su cuenta es conocida como la Espada Santa (inglés: "Sword Saint"). Es famoso por su rápido diálogo en combate lo que confunde a sus oponentes. |
| Liu Qiushi    | Xu Boyuan (许博远)      | -               | Nombre de usuario: "Blue River" (蓝河) Funciones: Maestro de las cuchillas (Blade Master) Información personal: Es un miembro del Blue Brook Guild, y uno de los Cinco Grandes Expertos dentro del gremio, así como el líder del gremio en el 10° servidor. |
| Jiang Xueming | Xi Zhou (系舟)          | -               | Nombre de usuario: "Bound Boat" Funciones: Clérigo (Cleric) Información personal: Es un miembro del Blue Brook Guild y un amigo y consejero de Xu Boyuan. |

#### Equipo "Tiny Herb"
| Actor          | Personaje            | Nº de episodios | Notas |
| -------------- | -------------------- | --------------- | --- |
| Gu Yufeng      | Wang Jiexi (王杰希)  | -               | Nombre de usuario: "Vaccaria" (王不留行) Funciones: Brujo (Witch) Información personal: Es el capitán del equipo "Tiny Herb", famoso por su estilo de juego muy errático llamado "Mago" (inglés: "Magician"). |
| Chen Hongzheng | Gao Yingjie (高英杰) | -               | Nombre de usuario: "Kind Tree" (木恩) Funciones: Brujo (Witch) Información personal: Es el futuro sucesor de Wang Jiexi.                                                                                      |
| Ji Xiangyu     | Zhou Yebai (周烨柏)  | -               | Nombre de usuario: "Rangoon Creeper" (使君子) Funciones: Filo Fantasmal (Ghostblade) Información personal: Es el sub-jugador del equipo.                                                                      |
| Quan Peilun    | Che Qianzi (车前子)  | -               | Nombre de usuario: "Plantango Seed" (车前子) Funciones: Brujo (Witch) Información personal: Es el líder del gremio de "Herb Garden" en el 10° servidor. Idoliza a Wang Jiexi.                                 |

#### Equipo "Tyranny"
| Actor      | Personaje             | Nº de episodios | Notas |
| ---------- | --------------------- | --------------- | --- |
| Gu Youming | Han Wenqing (韩文清)  | -               | Nombre de usuario: "Desert Dust" (大漠孤烟) Funciones: Striker Información personal: Es el Capitán del Equipo "Tyranny", es considerado el verdadero rival de Ye Xiu, en el campo profesional. |
| Qu Haojun  | Zhang Xinjie (张新杰) | -               | Nombre de usuario: "Immovable Rock" (石不转) Funciones: Clérigo (Cleric) Información personal: Es el vice-capitán del equipo "Team Tyranny" y uno de los cuatro maestros tácticos.             |
| Kuang Muye | Cold Night (夜度寒潭) | -               | Nombre de usuario: "Cold Night" (夜度寒潭) Funciones: Caballero (Knight) Información personal: Es el líder de "Tyrannical Ambition" en el 10° servidor.                                        |

## Episodios
La serie está conformada por 40 episodios, los cuales fueron emitidos todos los miércoles, jueves y viernes.

## Premios y nominaciones
| Año  | Categoría    | Premio                                    | Nominada      | Resultado |
| ---- | ------------ | ----------------------------------------- | ------------- | --------- |
| 2019 | Best Actress | 15th Chinese American Television Festival | Jiang Shuying | Ganó      |

## Producción
La serie web está basada en la obra Quan Zhi Gao Shou (全职高手) escrita por Hu Die Lan (蝴蝶蓝).
También es conocida como "电视剧全职高手 / Dian Shi Ju Quan Zhi Gao Shou".
Fue dirigida por Shi Yiyue, quien contó  con el apoyo de los productores Fang Fang y Yang Xiaopei, y el productor ejecutivo Teng Huatao. Un jugador profesional del videojuego "Dungeon Fighter Online", fue contratado para servir como instructor del elenco.
Las filmaciones de la serie comenzaron en abril del 2018 y concluyeron en septiembre del mismo año.
La serie contó con el apoyo de las compañías productoras "Tencent Penguin Pictures", "Linmon Pictures" y "Phoenix Entertainment".

### Emisión internacional
En agosto del 2019 se anunció que la serie estaba disponible en Netflix.
| País      | Fecha de Estreno (Horario) | Notas |
| --------- | -------------------------- | ----- |
| Filipinas | 2019 (8:00pm)              |       |
| India     | 2019 (5:30pm)              |       |
| Malasia   | 2019 (8:00pm)              |       |